# Azmarin
Azmarin (tiếng Ả Rập: عزمارين; cũng đánh vần Ezmarin) là một ngôi làng ở phía tây bắc Syria, một phần hành chính của Tỉnh Idlib, nằm ở phía tây bắc Idlib trên biên giới với Thổ Nhĩ Kỳ. Các địa phương gần đó bao gồm Abu Talha ở phía bắc, Armanaz ở phía đông bắc, Maarrat Misrin ở phía đông và Darkush ở phía nam. Theo Cục Thống kê Trung ương Syria, Azmarin có dân số 3.720 người trong cuộc điều tra dân số năm 2004.